# اندیس آنومالی قلعه بانو
آنومالی قلعه بانو یک اندیس فلزی است که در حوالی شهر ورچه استان مرکزی قرار دارد و مادهٔ معدنی موجود در آن، طلا است.سنگ میزبان این اندیس شیست است  در این اندیس، پاراژنز‌های لوکوکسن، اسفن یافت می‌شوند.